# Kaisertempel (Eppstein)
Der Kaisertempel steht auf einem Felsvorsprung am Westhang des Berges Staufen im Taunus oberhalb der Stadt Eppstein. Das klassizistische Baudenkmal hat die Form einer Vorhalle (Pronaos) eines griechischen Tempels.
Dieses Siegesdenkmal soll an den Deutsch-Französischen Krieg von 1870 bis 1871 und die anschließende Gründung des Deutschen Kaiserreiches erinnern. Der Name bezieht sich auf den ersten deutschen Kaiser Wilhelm I. (1797–1888) und seinen Nachfolger Friedrich III. (1831–1888). Der Kaisertempel diente auch der Förderung des Tourismus und ist als Aussichtspunkt ein Ziel für Ausflüge und Wanderungen.

## Architektur
Der Kaisertempel hat die historisierende Form eines dorischen Antentempels. Vorbild war ein Prostylos, der Typus eines griechischen Tempels. Aus Kostengründen hat der Kaisertempel nur eine grob stilisierte Form und die Bauglieder stehen nicht in bestimmten Proportionen zueinander, wie dies im antiken Griechenland der Fall war.
Er besteht lediglich aus einer 7,40 Meter auf 2,20 Meter großen Vorhalle eines Tempels, dem sogenannten Pronaos. In diesen ragen über 2,20 Meter zwei Anten. Die Tempelfront schmücken vier dorische Säulen mit einer Höhe von 3,90 Metern und einem Durchmesser von 67 Zentimetern, die aus Backsteinen gemauert und verputzt wurden. Die Säulen tragen Kapitelle aus Sandstein über denen der Architrav liegt, getrennt vom Fries durch eine kräftige Leiste. Entgegen der dorischen Ordnung ist der Fries glatt belassen. Geison und Schräggeison aus Sandstein umrahmen den Dreiecksgiebel (Tympanon). Den Abschluss bildet ein Satteldach.

### Innen
Im Inneren sind in den beiden Hauptfeldern der Ostwand zwischen den Lisenen die gusseisernen Medaillon-Porträtreliefs von Wilhelm I. und Friedrich III. angebracht. An den Seitenwänden sind Büsten aus Bronze von Reichskanzler Otto von Bismarck (1815–1898) sowie Generalfeldmarschall Helmut von Moltke (1800–1891) angebracht. Die Portraitreliefs stiftete der Frankfurter Bankier Albert Andreae de Neufville (1854–1940); die Büsten der Verschönerungsverein.
Die Inschrift neben diesen Darstellungen lautet „Den Einigern Deutschlands gewidmet“. Dementsprechend ist Wilhelm II. (1859–1941) nicht abgebildet, obwohl er zum Zeitpunkt des Baus schon an der Macht war.
Die in den 1950er-Jahren abgebaute Tafel über dem Eingang des Kaisertempels trug die Inschrift:
Dem Vaterland zum Ruhm

sei geweiht dies Heiligtum.

Hoch in Taunus Bergen Pracht

zu verkünden Deutschlands Macht.

## Geschichte
Die Initiative zum Bau des Kaisertempels ging von dem Inhaber der Eppsteiner Stanniolfabrik Josef Heinrich Flach († 1897) aus, dem sich patriotische Bürger anschlossen. Zur Errichtung und Erhaltung wurde 1878 der Verschönerungsverein Eppstein gegründet. Den Bauentwurf fertigte der Frankfurter Architekt und Politiker Konrad Steinbrinck (1845–1899) kostenlos. Vor der Bauausführung wurde in der Stanniolfabrik unter Anleitung des Werkschreiners Johann Fischer ein naturgetreues Holzmodell angefertigt. Mit diesem wurde vor dem Bau der genaue Standort am Staufen festgelegt.
Die Grundsteinlegung erfolgte am Kerbemontag 1892. Der Bau wurde von den beiden Eppsteiner Maurermeistern Boda und Schmidt ausgeführt und kostete 3300 Goldmark. Die Einweihung fand am 2. September 1894 statt, dem Jahrestag der 1870 kriegsentscheidenden Schlacht von Sedan. Daran nahmen mehr als 40 Vereine und zahlreiche Besucher teil, darunter viele Bürger Frankfurts die zur Finanzierung beigetragen hatten.
Die einspurige Straße hinauf zum Kaisertempel wurde von 1893 bis 1895 vom Kurhessischen Pionier-Bataillon Nr. 11 aus Mainz-Kastel gebaut. Diese Gimbacher Straße wurde etwa 2002 asphaltiert. 1896 wurde ein Hotel neben dem Kaisertempel eröffnet, das später zum Gasthaus wurde.
Die umfangreichen Restaurierungen zu dem am 4. September 1994 begangenen 100. Geburtstag des Kaisertempels kosteten etwa 100.000 Deutsche Mark und wurden überwiegend durch Spenden finanziert. In den Jahren 2010 und 2011 erhielt die Aussichtsplattform einen neuen Steinbelag und das Geländer wurde erneuert und mit Glasplatten versehen um die Sicherheit zu erhöhen.

## Tourismus
Der Kaisertempel ist schon von weitem hoch über der Stadt Eppstein zu sehen. Wegen des herrlichen Ausblicks in Richtung Westen auf den Stadtkern von Eppstein samt der Burg Eppstein und die umliegenden Stadtteile war er von jeher ein beliebtes Ausflugsziel.
Der Kaisertempel ist Ausgangspunkt mehrerer Wanderwege. Ein nahes Ziel ist der Große Mannstein, ein Felsen östlich des höchsten Punktes des Staufen. Von diesem hat man eine gute Aussicht in östliche Richtung über weite Teile des Rhein-Main-Gebietes und die Skyline von Frankfurt am Main.
Das Restaurant neben dem Kaisertempel ist über eine einspurige Straße zu erreichen. Die wenigen Parkplätze am Ort sind den Gästen vorbehalten.

## Galerie

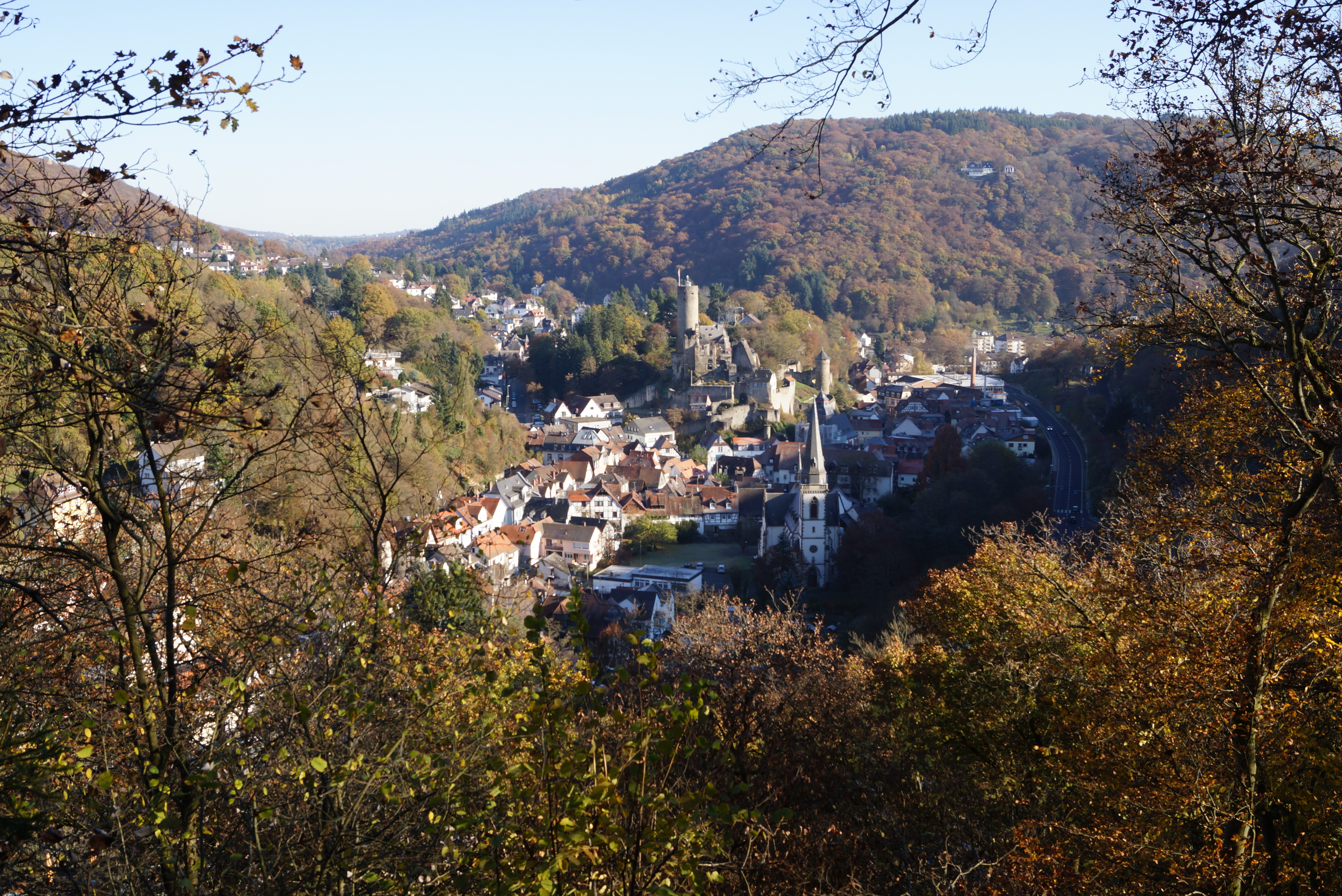
Blick auf Eppstein mit dem Kaisertempel am Berg Staufen im Hintergrund
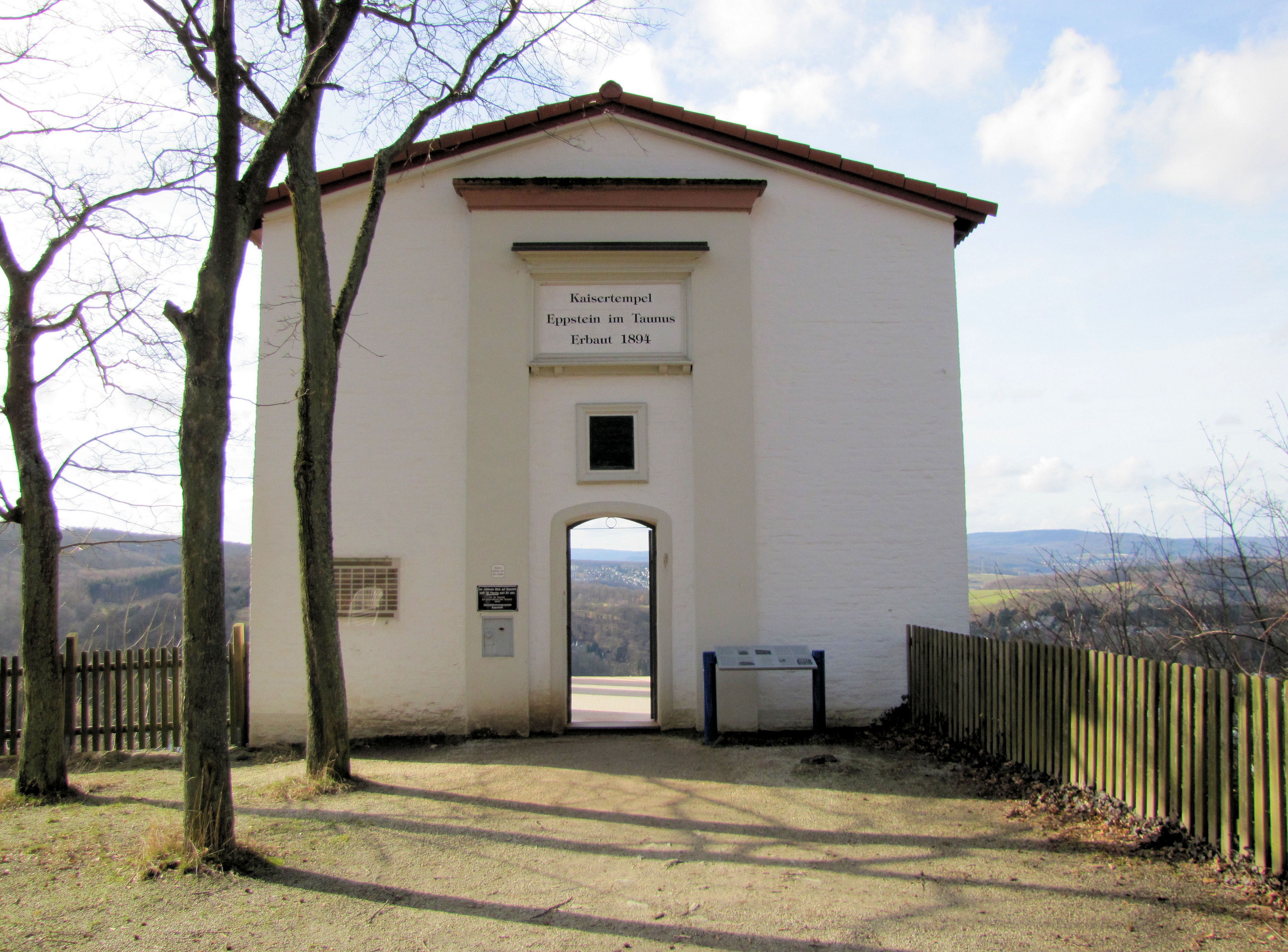
Eingang des Kaisertempels
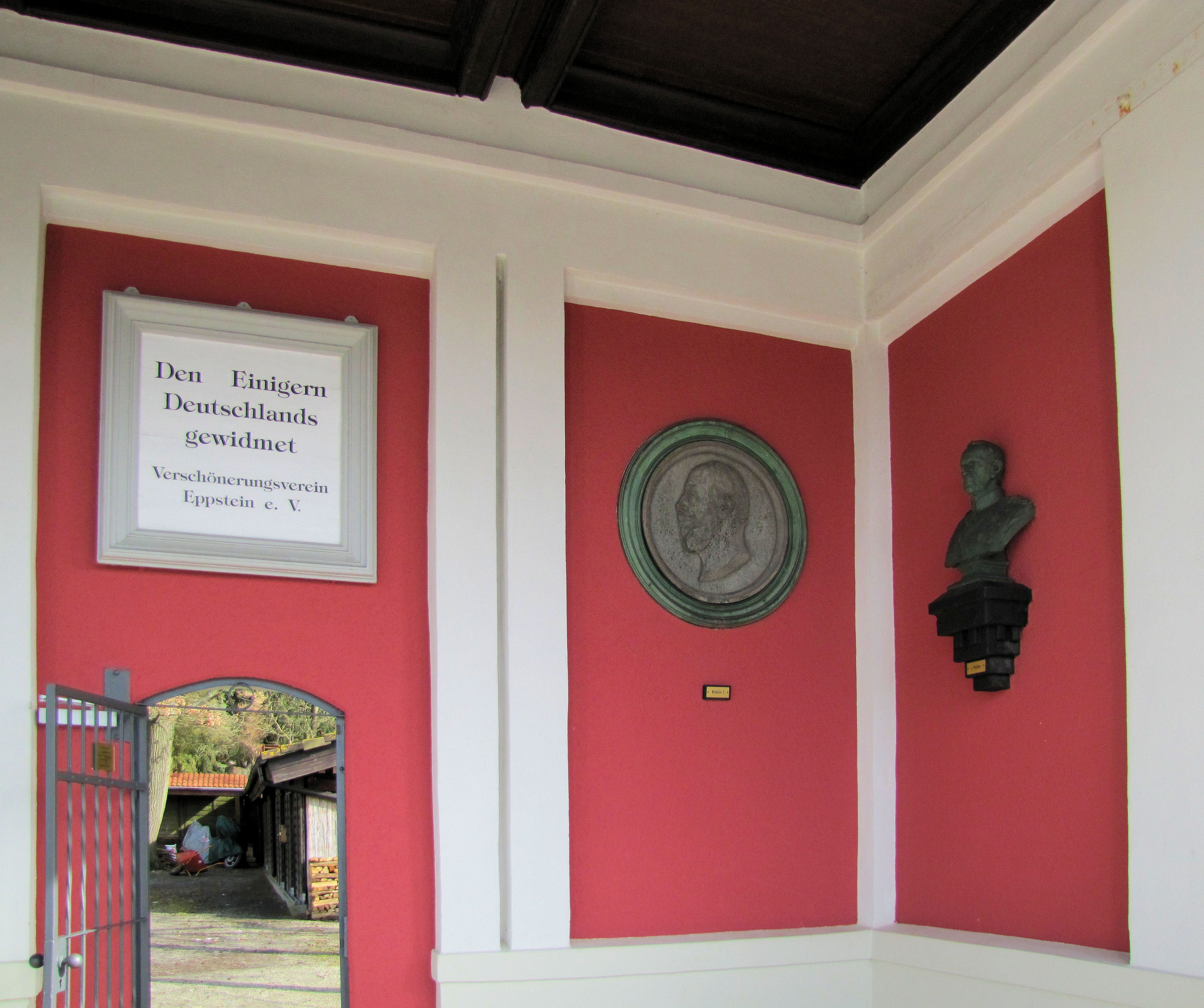
Das Innere mit den Darstellungen Wilhelm I. und von Moltkes mit Widmung
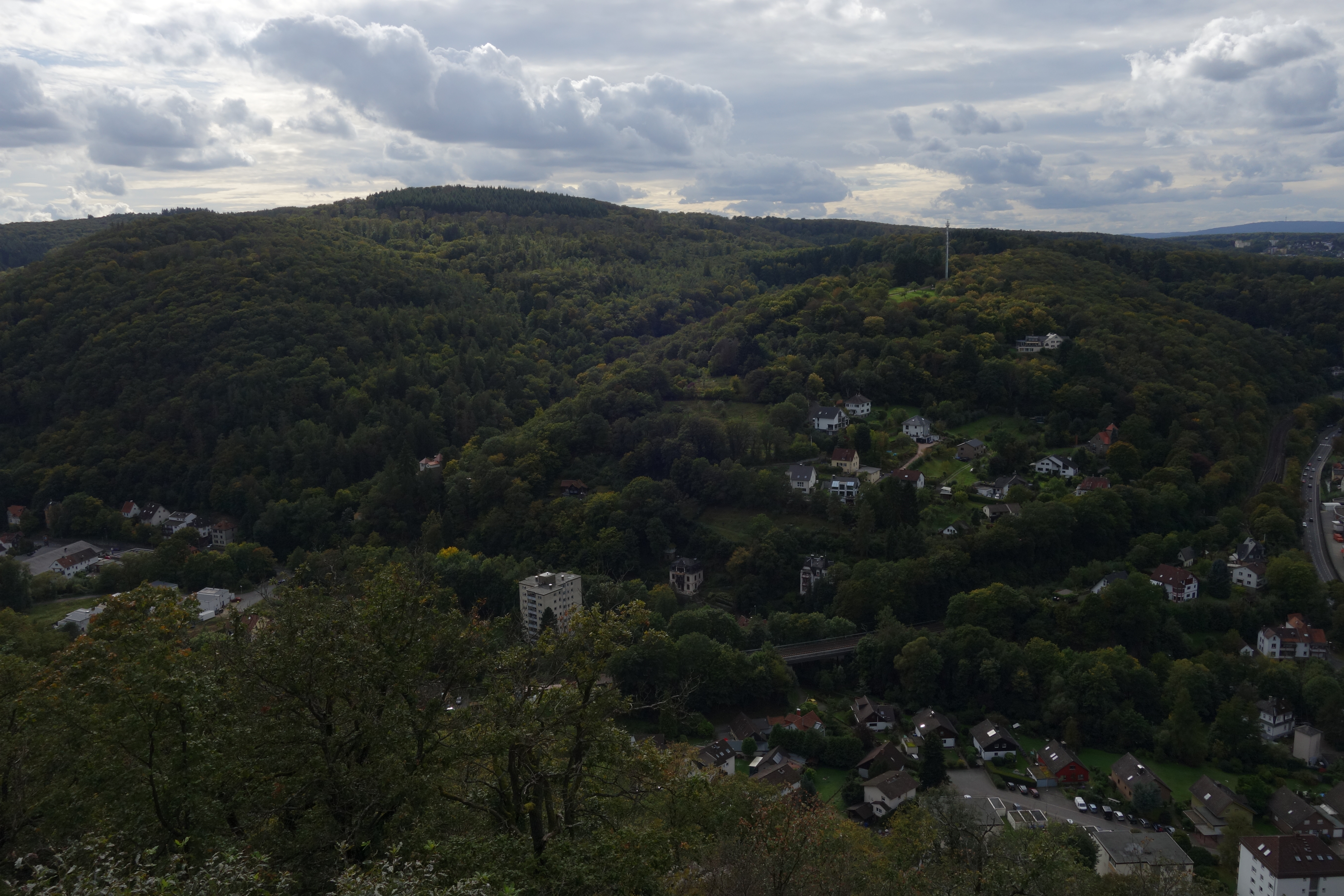
Blick nach Südwesten zum Berg Judenkopf (410 Meter)
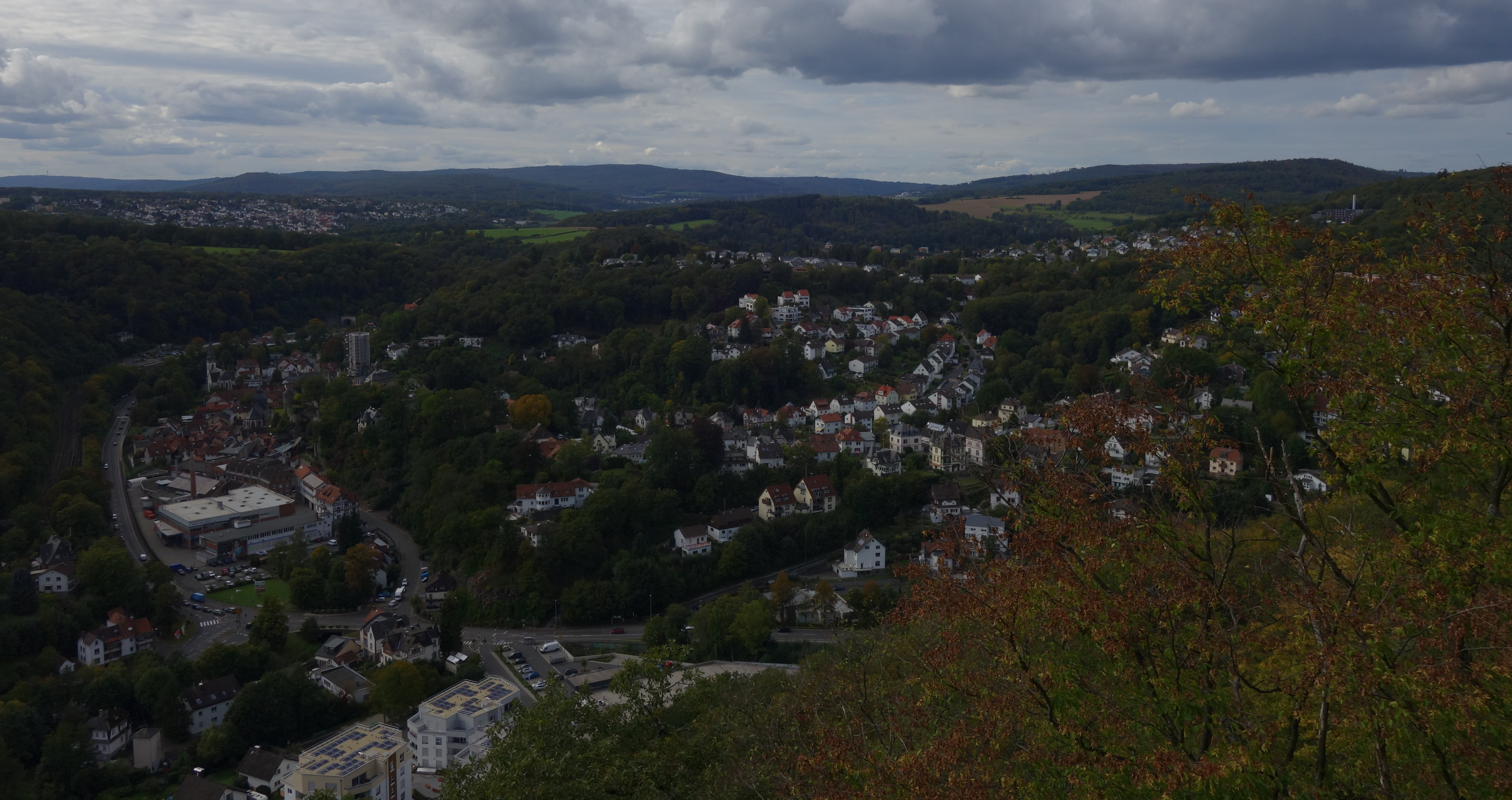
Blick auf Eppstein und den Hammersberg (433 Meter, rechts oben) sowie dessen 309 Meter hohe Nebenkuppe (mittig) über Vockenhausen. Dahinter der  Berg Hohe Kanzel (591,8 Meter), links oben Bremthal
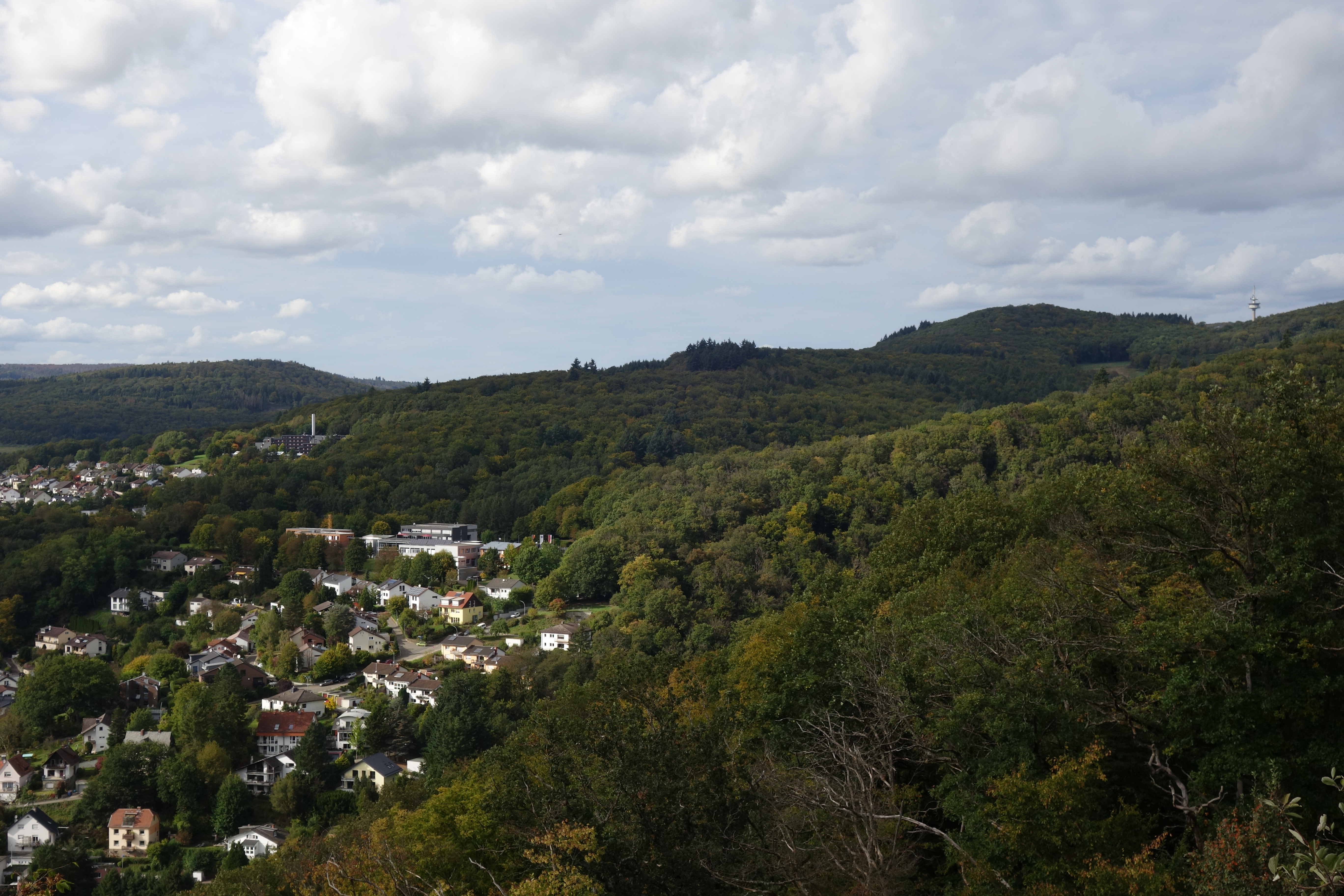
Blick nach Norden zur Rossert-Nebenkuppe Hainkopf (474 Meter, halbrechts), rechts daneben der Atzelbergturm, unterhalb die Heimliche Wiese
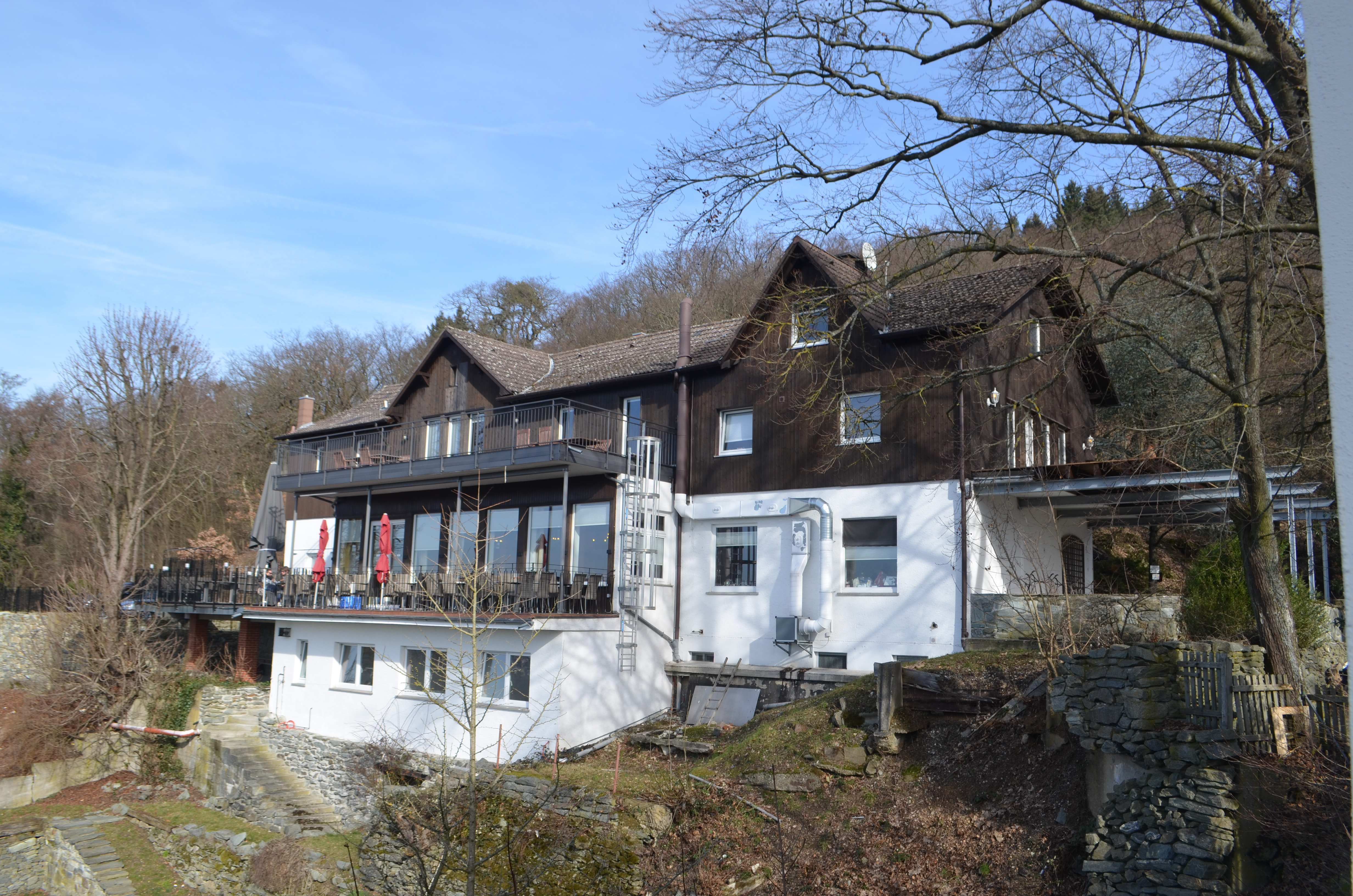
Das Restaurant neben dem Kaisertempel

## Quelle
- Kaisertempel. In: vve-eppstein.de. Verschönerungsverein Eppstein, abgerufen am 3. Oktober 2020 (siehe auch den hier verlinkten Flyer).